# Pedro Antonio de los Santos
Pedro Antonio Santos Rivera (Tampamolón Corona, San Luis Potosí; 16 de enero de 1887-Tampamolón Corona, 31 de julio de 1913) fue un líder intelectual y revolucionario mexicano del Grupo de los Santos, grupo familiar encabezado por su padre Pedro Antonio de los Santos. 
Tuvo como principal propósito la hegemonía de Tampamolón y tiempo más tarde el apoyo al grupo Antirreeleccionista. Fue seguidor y colaborador de Francisco I. Madero, participó en el movimiento constitucionalista de Venustiano Carranza en el estado de San Luis Potosí. Fue hermano de Gonzalo de los Santos, gobernador de San Luis Potosí y cacique huasteco, quien pasó a la historia como Gonzalo N. Santos, «El Alazán Tostado».

## Biografía
En 1887, nació en el seno de la familia Santos, conformada por el matrimonio de Pedro Antonio Santos Santos e Isabel Rivera Romero junto con sus ocho hijos; Sofía, Samuel, Pedro Antonio, Teodoro, Miguel, Concepción, Gonzalo y Gertrudis. Nació en Tampamolón, a 368 kilómetros de la capital potosina, en el sureste de la zona huasteca en México. 
Desde su nacimiento se vio expuesto a los enfrentamientos entre su familia y la de los Martell por la hegemonía de Tampamolón. Estas batallas, calificadas como verdaderas guerrillas, hicieron que el hogar de la familia Santos se llenara de personas que ellos llamaban liberales y fueron la raíz de las ideas antiporfiristas de la familia Santos.
En 1907, junto a su hermano Samuel se trasladaron a la ciudad de San Luis Potosí. Pedro Antonio empezó la carrera de Leyes en el Instituto Literario de la capital. En 1909 se unió al Club Democrático Potosino y al Club Reyista Potosino. La posición de su familia le permitió tener muchos contactos e incluso contar con las simpatías del Círculo de Obreros de la ciudad de San Luis Potosí.

### Maderista
En 1908, México se encontraba en una etapa de inquietud política. En 1904 Porfirio Díaz había cambiado de cuatro a seis años el período presidencial con la promesa de que sería su última reelección. Eso y la avanzada edad del presidente, quien tenía ya 78 años, más la entrevista concedida al periodista James Creelman, publicada en marzo, habían generado una especie de etapa de transición: todos sabían que iban a ser los últimos años de presidencia de Porfirio Díaz.
En el país, se empezaron crear organizaciones, clubes y más tarde partidos que hablaban de la no-reelección. En los estados, había personas que se oponían opositores a la candidatura de Porfirio Díaz a la presidencia y sobre todo a la reelección de Ramón Corral como vicepresidente. Entre ellos, destacó Francisco I. Madero.
En 1908, a raíz de la publicación de su libro La sucesión presidencial en 1910, Madero tuvo mucho éxito. En 1909 fundó el Partido Nacional Anti Reeleccionísta y entre 1908 y 1909 llevó a cabo tres giras de campaña. En abril de 1910, a instancias de Teodoro Dehesa, Porfirio Díaz recibió a Madero en el Palacio Nacional. Ninguno tuvo buena impresión del otro.  Después de la entrevista, Madero empezó su movimiento revolucionario y fue apresado en San Luis Potosí bajo los cargos de conato de rebelión y ultraje a las autoridades
Durante el encarcelamiento de Francisco I. Madero en 1910, Pedro Antonio de los Santos colaboró como abogado oficial para lograr su liberación. De acuerdo a lo escrito por Ma. Isabel Monroy, en el libro Memorias, Pedro Antonio Santos Santos, editado por el Archivo del Estado de San Luis Potosí en 1991, la libertad de Francisco I. Madero la consiguió Pedro Antonio de los Santos mediante una fianza de $10,000, con la restricción de que no saliera de la ciudad. Madero, que en ese entonces se dio cuenta de que no se conseguiría nada por las vías democráticas, optó por la lucha armada. En el Palacio Monumental, lugar de residencia del Sr. Madero, fraguó el Plan de San Luis, en el cual Pedro Antonio de los Santos participó activamente.
El padre de Pedro Antonio continuó narrando en sus memorias que desde ese momento se unió al movimiento maderista en el estado. El 5 de octubre el abogado ayudó a Madero a fugarse de la ciudad y del país. Ya en Texas, publicó el Plan de San Luis, fechado en la capital potosina. Mientras tanto, Santos, junto con Ramón López Velarde y Rafael Cepeda, entre otros, fundó el Centro Anti Reeleccionísta Potosino. Se tituló como abogado el 14 de agosto de 1912.
El 10 de noviembre llegó a Tampamolón para levantarse en armas el 20 de ese mes, como había acordado con Madero. Lo esperaban: Samuel M. Santos Rivera, Manuel Santos Alonso, Fulgencio y Panchito Santos, Nicasio Sánchez y Braulio Romero, bien armados y pertrechados, en pie de guerra esperando instrucciones. El 18 de noviembre las autoridades ordenaron la aprehensión y ejecución de Pedro Antonio, por lo que el día 19, un día antes de lo previsto, se levantaron en armas. La persecución de los federales hizo que este primer movimiento se frustrara, sin embargo la lucha siguió y la Junta Revolucionaria le otorgó a Santos el mando de las fuerzas del ejército libertador en los estados de San Luis, Tamaulipas y Veracruz, con el rango de General.” Al triunfo de Madero, se trasladó a la Ciudad de México, como diputado al Congreso de la Unión.

### Constitucionalista
En 1913, después del asesinato de Madero, se exilió en Cuba y luego pasó a San Antonio, Texas, donde compró armamento para ayudar al movimiento constitucionalista de Venustiano Carranza, junto a sus familiares desde San Luis Potosí. Se incorporó a las fuerzas revolucionarias del general Lucio Blanco y Marcelino Zamarrón. 
El 4 de julio de 1913, Pedro Antonio Santos y su hermano Samuel partieron de Matamoros, Tamaulipas a la Huasteca potosina con una tropa de alrededor de 69 integrantes. El 30 de julio fue traicionado por Vicente Castro «El Garapacho» y entregado a la fuerza de Enrique Jerez, defensora del gobierno Huertista. Después de negarse a cesar la lucha en San Luis Potosí fue fusilado el 31 de julio de 1913 a los 26 años de edad en Tampamolón, su lugar de origen. Se dice que sus últimas palabras fueron «Viva la Revolución, mueran los traidores». Su nombre en letras de oro fue colocado en el recinto del Congreso del estado de San Luis Potosí.